# Страдиваријус
Страдивариус је једна од виолина, виола, виолончела и других гудачких инструмената које су изградили чланови италијанске породице Страдивари, посебно Антонио Страдивари ( латински : Antonius Stradivarius) током 17. и 18. века. Према њиховој репутацији, квалитет звука њихових инструмената пркосио је покушајима да се објасни или изједначи, мада је то уверење спорно.   Слава Страдивариусових инструмената је широко распрострањена и појављује се у бројним делима.
Страдивари је своје инструменте израђивао користећи унутрашњу форму, за разлику од француских преписивача, попут Vuillaume, који је користио спољну форму. Из броја форми током каријере јасно је да је експериментисао са одређеним димензијама својих инструмената.  Користио је разне типове дрвета укључују смреку за врх, врбу за унутрашње блокове и облоге и јавор за леђа, ребра и врат. 
Претпоставља се да је употребљено дрво третирано с неколико врста минерала, пре и после израдње виолине. Научници са Националног универзитета у Тајвану открили су алуминијум, бакар и калцијум у дрвету из виолина Страдивари.   Трагови могу потицати и од хемијских конзерванса који дрвосече наносе на дрво које продају.  Такође, произвођачи виолина примењивали су лакове на своје инструменте. Калијум борат ( боракс ) можда се користио за заштиту од буба које изједају дрво.  Натријум и калијум силикат могу се користити за спречавање буђи, труљења и оштећења инсеката.  Симон Фернандо Сакони осмислио је и предложио одређени лак, назван Vernice bianca, састављен од арапске гуме, меда и јајета, који се такође може користити у те сврхе. 
У новије време, француски хемичар Жан-Филипе Ешард и његови сарадници проучавали су лакове на Страдивариус виолинама. Он извештава да чак и када лак више није видљив људском оку на површини старијих виолина, он се може открити унутар горњих слојева ћелија. Доњи слој лака се налази у горњим дрвеним ћелијама, док горњи почива на дрвету. Ешардови налази такође сугеришу да је Страдивари користио мешавину уобичајене кремонске смоле, уља и пигмента као лака, уместо да прави свој. Ешард није нашао трагове специјализованих састојака као што су протеински материјали, смола или фосилни ћилибар.  
Упоредна студија објављена у PLOS ONE 2008. године  утврдила значајне разлике у средњој густини између модерне и класичне виолине или између класичних виолина различитог порекла; уместо прегледања неколико модерних и класичних примера виолина, истакнута је значајна разлика када се упоређују диференцијалне густине. Ови резултати указују да су разлике у густини материјала можда играле значајну улогу у звучној производњи класичних виолина. Касније истраживање, усредсређено на упоређивање средње густине у класичним и модерним примерима виолине, довело је у питање улогу коју су доступни материјали могли играти у разликама у производњи звука, мада није коментарисао разлике у диференцијалним густинама.  Садржај бакра и алуминијума је већи него код данашњих инструмената.  

## Тржишна вредност
Страдивариус направљен у 1680-им, или током Страдиваријевог „дугог узорка“ од 1690. до 1700. године, по данашњим ценама могао би да вреди стотине хиљада до неколико милиона америчких долара.  " Молитор " из 1697. године  Страдивариус, за кога се једном причало да је припадао Наполеону (припадао је генералу у његовој војсци, грофу Габријелу Жан Џозефу Молитору ), продат је 2010. године на аукцији Тарисио виолинисткињи Ани Акико Мајерс за 3.600.000 долара, што је у то време био светски рекорд. 
У зависности од стања, инструменти направљени током „златног периода“ Страдиварија од 1700. до око 1725. године  могу коштати милионе долара. Године 2011. његова виолина "Леди Блант" из 1721. године, у нетакнутом стању, продата је у Лондону за 15,9 милиона долара (добила је име по унуци лорда Бајрона Леди Ани Блант, која је поседовала 30 година). Продала га је Музичка фондација Нипон у сусрет јапанској молби због земљотреса и цунамија који су је погодили .  У пролеће 2014, виола „Макдоналд“ постављена је на аукцију путем аукцијске куће за музичке инструменте Инглес & Хаидаи у сарадњи са Sotheby's путем тихе аукције, са минималном понудом од 45 милиона долара.  Аукција није успела да достигне своју минималну понуду до 25. јуна 2014,  а виола није продата.
Магазин Vice обавестио је у мају 2013. године да су „последњих година почели да се појављују Страдивариус инвестициони фондови, гурајући већ астрономске цене још више“. 
Страдивариус инструменти су у опасности од крађе. Међутим, украдени инструменти се често буду пронађени, након што су вођени као нестали дуги низ година. Тешко их је продати илегално, јер трговци обично зову полицију ако им се обрати продавац са Страдивариусом за који се зна да је украден.  На пример, General Kyd Stradivarius украден је 2004. године. Три недеље касније га је вратила жена која га је пронашла и предала полицији.  Sinsheimer/Iselin украден је у Хановеру у Немачкој 2008. године и враћен 2009. године.  Липински Страдивариус украден је у оружаној пљачки 27. јануара 2014.  и након тога је такође враћен.  Амес Страдивариус украден је 1981. године и пронађен је 2015. године.
Бројни украдени инструменти су и даље нестали, попут Давидоф-Моринија, украденог 1995. године,  Ле Мауриен, украденог 2002,  и Карпиловски, украденог 1953. 

## Поређења у квалитету звука
Пре свега, ови инструменти су познати по квалитету звука који производе. Међутим, у многим слепим експериментима од 1817.  до данас (2014    ) никада није пронађена разлика у звуку између Страдиваријевих виолина и висококвалитетних виолина сличног стила других произвођача и периода, нити постоје акустичке анализе.   У посебно познатом тесту на програму ББЦ Радио 3 из 1977. године, виолинисти Исак Стерн и Пинкас Зукерман, као и стручњак за виолину и трговац Чарлс Беар, покушали су да нађу разлику између "Chaconne" Страдивариуса, Guarneri del Gesú из 1739. године, Vuillaume из 1846. године и британске виолине из 1976. године, коју је професионални солиста свирао иза екрана. Двојици виолиниста је било дозвољено да први свирају све инструменте. Нико од слушалаца није идентификовао више од два, од укупно четири инструмента. Двојица слушалаца идентификовали су виолину из 20. века као Страдиварија.  Виолинисти и остали критиковали су ове тестове из различитих разлога, попут тога да нису двоструко слепи (у већини случајева), судије угчавном нису стручњаци, а звуке виолина тешко је објективно и репродуктивно проценити. 
У тесту из 2009. године, британски виолиниста Метју Траслер свирао је свој Страдивариус из 1711. године, вредности процењене на два милиона долара, као и четири модерне виолине које је израдио швајцарски мајстор Мајкл Ронхајмер. Једна од његових виолина, направњена од дрвета које је научник из ЕМПА-е (Швајцарска федерална лабораторија за материјале, науку и технологију) Франсис Шварц третирао гљивицама, остварила је 90 од 180 гласова за најбољи звук, док је Страдивариус освојио друго место са 39 гласова. Већина гласача (113) је мислила да је победничка виолина заправо Страдивариус.
У двоструко слепом тесту из 2012. године  објављеном у студији " Преференције извођача између нових и старих виолина ",  стручњаци нису могли разликовати старе од нових инструмената на основу кратког испробавања у малим собама.  У додатном тесту, изведеном у концертној сали, једна од виолина Страдивариуса била је прва постављена, али један од учесника је изјавио да је „публика у концертној дворани у суштини непоуздана у процењивању бољег инструмента у сваком од упоређиваних парова" као и "Могао бих да констатујем мале разлике у инструментима ... али све у свему, сви су били сјајни. Ниједан од њих није звучао знатно слабије од осталих". Модерне виолине оцењене су као да имају боље квалитете преношења звука и биле су поново пожељније у студији из 2017.  
Док многи солисти светске класе свирају виолине Антонија Страдиварија, постоје угледни изузеци. На пример, Кристијан Тецлаф је некада свирао "прилично чувени Страд", али прешао је на виолину коју је 2002. направио Стефан-Питер Греинер . Наводи да слушалац не може рећи да је његов инструмент модеран, и сматра га одличним за Баха и бољим од Страдивариуса за "велике романтичне концерте и 20. века ". 

## Теорије и покушаји репродукције
Неки тврде да најбољи Страдивари имају јединствене супериорности.  Предузети су различити покушаји да се објасне ови наводни квалитети, а већина резултата је била неуспешна или неуверљива. Током векова изнесене су - и раскринкаване  бројне теорије - укључујући тврдњу да је дрво извађено из старих катедрала. 
Модернија теорија се позива на раст стабала током времена глобално ниских температура током Малог леденог доба повезаног с необично ниском соларном активношћу Маундер Минимала, око 1645. до 1750. године, током којих се верује да су хладније температуре широм Европе изазивале успорен раст дрвећа, што резултира необично густим дрветом.   Даљи докази за ову „теорију малог леденог доба“ потичу из једноставног испитивања густих прстенова раста у дрву коришћених у инструментима Страдивари-ја.  Двојица истраживача - научника Универзитета у Тенесију, научник који се бави проучавањем прстенова дрвећа, Хенри Грисино-Мајер и Лојд Буркл, климатолог са Универзитета Колумбија - објавили су своје закључке подржавајући теорију о повећаној густини дрвета у часопису Дендрохронологија . 
Током 2008. године, истраживачи из Медицинског центра Универзитета у Лајдену у Холандији објавили су додатне доказе да је густина дрвета узроковала поменути високи квалитет ових инструмената. Након испитивања виолина помоћу рендгенских зрака, истраживачи су открили да све ове виолине имају изузетно конзистентну густину, са релативно малим варијацијама у привидним обрасцима раста дрвећа које је произвело овакво дрво. 
Још једно могуће објашњење је да је дрво добијено из шума северне Хрватске .  Ово јаворово дрво познато је по екстремној густини која је резултат спорог раста услед оштрих хрватских зима. Хрватским дрвом трговали су венецијански трговци тог доба, а данас га локални лутријари и занатлије користе за музичке инструменте.
Нека истраживања указују на средства за заштиту дрвета која су се тада користила као допринос резонантним квалитетама. Јозеф Нагивари  открива да је одувек имао уверење да постоји широк спектар хемикалија које могу побољшати звук виолине. У студији из 2009. године у коауторству са Реналдом Гилиметом и Клифордом Спигелманом, Нагивари је набавио струготине из Страдивариусове виолине и прегледао их, а анализе су показале да садрже " боракс, флуориде, хром и соли гвожђа."  Такође је открио да је дрво делимично пропадало, до те мере да су филтрирне плоче у порама између травнатих састојака дрвета нестале, могуће док је дрво боравило у или под водом у Венецијанској лагуни пре него што их је Страдивариус користио.
Стивен Сир, радиолог, сарађивао је са истраживачима како би обавио ЦТ скенирање Страдиварија познатог као "Betts". Подаци који се односе на различите густине коришћених шума послужили су за прављење репродукције инструмента. 

## Виолине са етикетом Страдивари
Док је преживјело само око 650 оригиналних Страдивари инструмената (харфе, гитаре, виоле, виолончело, виолине), хиљаде виолина урађено је у част Страдивариу, копирајући његов модел и носећи етикете на којима пише "Страдивариус". Присутност етикете Страдивариус не потврђује да је инструмент оригинално Страдиваријево дело. 

## Очување звука Страдивариуса за будуће генерације
Према чланку из 2019. године за Њујорк Тајмс, Музеј виолина у граду Кремона, Италија предузео је значајан пројекат очувања звука инструмената Страдивариус. У јануару 2019. године, четворица музичара су снимили опсежни сет скала и арпеђата у различитим техникама, како би приказали звуке две виолине, виоле и виолончела. Ове снимке, познате као "Stradivarius Sound Bank", биће део сталне колекције у Музеју виолина која ће будућим генерацијама омогућити да чују инструменте Страдивариус. Како би олакшао ове снимке, "градски градоначелник Ђанлука Галимберти молио је грађане Кремоне да избегну изненадне и непотребне звуке." 

## Збирка уМузеју уметности Метрополитан, Њујорк
- Виолина "Gould" (1693)
- Виолина "Francesca" (1694)
- Виолина "Antonius" (1711)